# Table des caractères Unicode/UD800
Cette page contient des caractères spéciaux ou non latins. S’ils s’affichent mal (▯, ?, etc.), consultez la page d’aide Unicode.
Points de code U+D800 à U+DBFF.

## Demi-zone haute d’indirection(Unicode 2.0)
La plage U+D800 à U+DBFF ne contient aucun caractère : ces points de code sont réservées pour les demi-codets nécessaires aux formes et schémas de codage basés sur UTF-16 et s’utilisent par paire, avant un autre demi-codet de la demi-zone basse d’indirection :
- U+D800 à U+D83F : demi-codets hauts d’indirection, utilisés en UTF-16 pour les points de code du plan multilingue complémentaire.
- U+D840 à U+D87F : demi-codets hauts d’indirection, utilisés en UTF-16 pour les points de code du plan sinographique complémentaire.
- U+D880 à U+D8BF : demi-codets hauts d’indirection, utilisés en UTF-16 pour les points de code du plan sinographique ternaire.
- U+D8C0 à U+DB3F : demi-codets hauts d’indirection, utilisés en UTF-16 pour les points de code des plans complémentaires 4 à 13 réservés.
- U+DB40 à U+DB7F : demi-codets hauts d’indirection, utilisés en UTF-16 pour les points de code du plan complémentaire spécialisé.
- U+DB80 à U+DBBF : demi-codets hauts d’indirection, utilisés en UTF-16 pour les points de code de la zone supplémentaire à usage privé – A.
- U+DBC0 à U+DBFF : demi-codets hauts d’indirection, utilisés en UTF-16 pour les points de code de la zone supplémentaire à usage privé – B.

En dehors de leur usage pour UTF-16 et autres codages similaires, tous les points de codes réservés pour les demi-codets ne sont affectés à aucun caractère valide, ce sont des non-caractères, également non valides dans des textes s'ils sont codés en UTF-8 ou UTF-32 conformément aux règles de validité et d’interopérabilité ou dans tout autre codage compatible avec Unicode mais n'utilisant pas des codets à 16 bits significatifs. Isolément, aucun des demi-codets  hauts et bas d’indirection n'a de signification, ni de nom, ni de représentations définies pour leur usage dans des textes conformes, cependant des applications peuvent en faire un usage privé ou interne pour coder autre chose que seulement du texte codé en UTF-16.

### Table des caractères
| en fr             | 0            | 1            | 2            | 3            | 4            | 5            | 6            | 7            | 8            | 9            | A            | B            | C            | D            | E            | F             |
| ----------------- | ------------ | ------------ | ------------ | ------------ | ------------ | ------------ | ------------ | ------------ | ------------ | ------------ | ------------ | ------------ | ------------ | ------------ | ------------ | ------------- |
| U+D800            | 10000 + ...  | 10400 + ...  | 10800 + ...  | 10C00 + ...  | 11000 + ...  | 11400 + ...  | 11800 + ...  | 11C00 + ...  | 12000 + ...  | 12400 + ...  | 12800 + ...  | 12C00 + ...  | 13000 + ...  | 13400 + ...  | 13800 + ...  | 13C00 + ...   |
| U+D810            | 14000 + ...  | 14400 + ...  | 14800 + ...  | 14C00 + ...  | 15000 + ...  | 15400 + ...  | 15800 + ...  | 15C00 + ...  | 16000 + ...  | 16400 + ...  | 16800 + ...  | 16C00 + ...  | 17000 + ...  | 17400 + ...  | 17800 + ...  | 17C00 + ...   |
| U+D820            | 18000 + ...  | 18400 + ...  | 18800 + ...  | 18C00 + ...  | 19000 + ...  | 19400 + ...  | 19800 + ...  | 19C00 + ...  | 1A000 + ...  | 1A400 + ...  | 1A800 + ...  | 1AC00 + ...  | 1B000 + ...  | 1B 00 + ...  | 1B800 + ...  | 1BC00 + ...   |
| U+D830            | 1C000 + ...  | 1C400 + ...  | 1C800 + ...  | 1CC00 + ...  | 1D000 + ...  | 1D400 + ...  | 1D800 + ...  | 1DC00 + ...  | 1E000 + ...  | 1E400 + ...  | 1E800 + ...  | 1EC00 + ...  | 1F000 + ...  | 1F400 + ...  | 1F800 + ...  | 1FC00 + ...*  |
| U+D840            | 20000 + ...  | 20400 + ...  | 20800 + ...  | 20C00 + ...  | 21000 + ...  | 21400 + ...  | 21800 + ...  | 21C00 + ...  | 22000 + ...  | 22400 + ...  | 22800 + ...  | 22C00 + ...  | 23000 + ...  | 23400 + ...  | 23800 + ...  | 23C00 + ...   |
| U+D850            | 24000 + ...  | 24400 + ...  | 24800 + ...  | 24C00 + ...  | 25000 + ...  | 25400 + ...  | 25800 + ...  | 25C00 + ...  | 26000 + ...  | 26400 + ...  | 26800 + ...  | 26C00 + ...  | 27000 + ...  | 27400 + ...  | 27800 + ...  | 27C00 + ...   |
| U+D860            | 28000 + ...  | 28400 + ...  | 28800 + ...  | 28C00 + ...  | 29000 + ...  | 29400 + ...  | 29800 + ...  | 29C00 + ...  | 2A000 + ...  | 2A400 + ...  | 2A800 + ...  | 2AC00 + ...  | 2B000 + ...  | 2B400 + ...  | 2B800 + ...  | 2BC00 + ...*  |
| U+D880            | 30000 + ...  | 30400 + ...  | 30800 + ...  | 30C00 + ...  | 31000 + ...  | 31400 + ...  | 31800 + ...  | 31C00 + ...  | 32000 + ...  | 32400 + ...  | 32800 + ...  | 32C00 + ...  | 33000 + ...  | 33400 + ...  | 33800 + ...  | 33C00 + ...   |
| U+D890            | 34000 + ...  | 34400 + ...  | 34800 + ...  | 34C00 + ...  | 35000 + ...  | 35400 + ...  | 35800 + ...  | 35C00 + ...  | 36000 + ...  | 36400 + ...  | 36800 + ...  | 36C00 + ...  | 37000 + ...  | 37400 + ...  | 37800 + ...  | 37C00 + ...   |
| U+D8A0            | 38000 + ...  | 38400 + ...  | 38800 + ...  | 38C00 + ...  | 39000 + ...  | 39400 + ...  | 39800 + ...  | 39C00 + ...  | 3A000 + ...  | 3A400 + ...  | 3A800 + ...  | 3AC00 + ...  | 3B000 + ...  | 3B400 + ...  | 3B800 + ...  | 3BC00 + ...   |
| U+D8B0            | 3C000 + ...  | 3C400 + ...  | 3C800 + ...  | 3CC00 + ...  | 3D000 + ...  | 3D400 + ...  | 3D800 + ...  | 3DC00 + ...  | 3E000 + ...  | 3E400 + ...  | 3E800 + ...  | 3EC00 + ...  | 3F000 + ...  | 3F400 + ...  | 3F800 + ...  | 3FC00 + ...*  |
| U+D8C0 ... U+DB30 | ...          | ...          | ...          | ...          | ...          | ...          | ...          | ...          | ...          | ...          | ...          | ...          | ...          | ...          | ...          | ...           |
| U+DB40            | E0000 + ...  | E0400 + ...  | E0800 + ...  | E0C00 + ...  | E1000 + ...  | E1400 + ...  | E1800 + ...  | E1C00 + ...  | E2000 + ...  | E2400 + ...  | E2800 + ...  | E2C00 + ...  | E3000 + ...  | E3400 + ...  | E3800 + ...  | E3C00 + ...   |
| U+DB50            | E4000 + ...  | E4400 + ...  | E4800 + ...  | E4C00 + ...  | E5000 + ...  | E5400 + ...  | E5800 + ...  | E5C00 + ...  | E6000 + ...  | E6400 + ...  | E6800 + ...  | E6C00 + ...  | E7000 + ...  | E7400 + ...  | E7800 + ...  | E7C00 + ...   |
| U+DB60            | E8000 + ...  | E8400 + ...  | E8800 + ...  | E8C00 + ...  | E9000 + ...  | E9400 + ...  | E9800 + ...  | E9C00 + ...  | EA000 + ...  | EA400 + ...  | EA800 + ...  | EBC00 + ...  | EB000 + ...  | EB400 + ...  | EB800 + ...  | EBC00 + ...   |
| U+DB70            | EC000 + ...  | EC400 + ...  | EC800 + ...  | ECC00 + ...  | ED000 + ...  | ED400 + ...  | ED800 + ...  | EDC00 + ...  | EE000 + ...  | EE400 + ...  | EE800 + ...  | EEC00 + ...  | EF000 + ...  | EF400 + ...  | EF800 + ...  | EFC00 + ...*  |
| U+DB80            | F0000 + ...  | F0400 + ...  | F0800 + ...  | F0C00 + ...  | F1000 + ...  | F1400 + ...  | F1800 + ...  | F1C00 + ...  | F2000 + ...  | F2400 + ...  | F2800 + ...  | F2C00 + ...  | F3000 + ...  | F3400 + ...  | F3800 + ...  | F3C00 + ...   |
| U+DB90            | F4000 + ...  | F4400 + ...  | F4800 + ...  | F4C00 + ...  | F5000 + ...  | F5400 + ...  | F5800 + ...  | F5C00 + ...  | F6000 + ...  | F6400 + ...  | F6800 + ...  | F6C00 + ...  | F7000 + ...  | F7400 + ...  | F7800 + ...  | F7C00 + ...   |
| U+DBA0            | F8000 + ...  | F8400 + ...  | F8800 + ...  | F8C00 + ...  | F9000 + ...  | F9400 + ...  | F9800 + ...  | F9C00 + ...  | FA000 + ...  | FA400 + ...  | FA800 + ...  | FAC00 + ...  | FB000 + ...  | FB400 + ...  | FB800 + ...  | FBC00 + ...   |
| U+DBB0            | FC000 + ...  | FC400 + ...  | FC800 + ...  | FCC00 + ...  | FD000 + ...  | FD400 + ...  | FD800 + ...  | FDC00 + ...  | FE000 + ...  | FE400 + ...  | FE800 + ...  | FEC00 + ...  | FF000 + ...  | FF400 + ...  | FF800 + ...  | FFC00 + ...*  |
| U+DBC0            | 100000 + ... | 100400 + ... | 100800 + ... | 100C00 + ... | 101000 + ... | 101400 + ... | 101800 + ... | 101C00 + ... | 102000 + ... | 102400 + ... | 102800 + ... | 102C00 + ... | 103000 + ... | 103400 + ... | 103800 + ... | 103C00 + ...  |
| U+DBD0            | 104000 + ... | 104400 + ... | 104800 + ... | 104C00 + ... | 105000 + ... | 105400 + ... | 105800 + ... | 105C00 + ... | 106000 + ... | 106400 + ... | 106800 + ... | 106C00 + ... | 107000 + ... | 107400 + ... | 107800 + ... | 107C00 + ...  |
| U+DBE0            | 108000 + ... | 108400 + ... | 108800 + ... | 108C00 + ... | 109000 + ... | 109400 + ... | 109800 + ... | 109C00 + ... | 10A000 + ... | 10A400 + ... | 10A800 + ... | 10AC00 + ... | 10B000 + ... | 10B400 + ... | 10B800 + ... | 10BC00 + ...  |
| U+DBF0            | 10C000 + ... | 10C400 + ... | 10C800 + ... | 10CC00 + ... | 10D000 + ... | 10D400 + ... | 10D800 + ... | 10DC00 + ... | 10E000 + ... | 10E400 + ... | 10E800 + ... | 10EC00 + ... | 10F000 + ... | 10F400 + ... | 10F800 + ... | 10FC00 + ...* |